# Горацій Сміт-Дорріен
Сер Горацій Сміт-Дорріен (англ. Sir Horace Lockwood Smith-Dorrien; нар.26 травня 1858 — пом.12 серпня 1930) — британський військовий діяч, генерал, ветеран багатьох колоніальних воєн в Африці, Англо-бурської та Першої світової воєн.

## Життєпис

### Походження та раннє життя
Народився в Герсвуті, поблизу від Беркемстеду, в родині підполковника Роберта Алджернона Сміт-Дорріена та Мері Енн Древер. Горацій був дванадцятою дитиною з шістнадцяти дітей. Його старшим братом був лейтенант Томас Сміт-Дорріен-Сміт, лордом-власником островів Сіллі з 1872 до 1918 року. Іншим старшим братом був контрадмірал Артур Гейл Сміт-Дорріен.
Горацій отримав освіту в Харроу і 26 лютого 1876 року вступив до Королівського військового коледжу в Сендгерсті.

### Кар'єра
Після закінчення Королівського військового коледжу в 1877 році він сподівався отримати піхотну комісію 95-ту стрілецьку бригаду,, але натомість отримав направлення до 95-го (Дербіширського) піхотного полку, який пізніше став відомим як  «Шервудські лісівники».

### Зулуська війна
1 листопада 1878 року його відправили до Південної Африки, де він працював офіцером транспорту. Брав участь у битві при Ізандлуані під час Англо-зулуської війни 22 січня 1879 року, служачи в британських силах вторгнення транспортним офіцером у загоні королівської артилерії. Коли зулуські імпі (війська) здолали британські лінії, знищивши їх у рукопашному бою, Сміт-Дорріен ледве врятувався на своєму транспортному поні через 20 миль нерівною місцевістю з двадцятьма зулуськими воїнами, які бігли в погоню, перетинаючи річку Буффало, шириною 80 ярдів і з сильною течією, тримаючись за хвіст розкутого коня. Сміт-Дорріен був одним із менш ніж п’ятдесяти британців, які вижили в битві (багато корінних африканських бійців на британському боці також вижило) і одним із лише п’яти британських офіцерів, які врятувалися. Через те, що він намагався допомогти іншим солдатам врятуватися, зокрема офіцеру колоніального комісаріату на ім’я Гамер, якому він врятував життя, його рекомендували до нагородження Хрестом Вікторії, але його не нагородили. Він брав участь у решті війни. Спостереження Горація Сміт-Дорріена щодо труднощів відкриття ящиків з боєприпасами призвели до змін у практиці британської армії до кінця війни (хоча сучасні коментатори стверджують, що це не було таким важливим фактором поразки, як вважалося в той час).

### Єгипет, Індія та Судан
Сміт-Дорріен служив у Єгипті під керівництвом Івліна Вуда. 1 квітня 1882 року він отримав звання капітана, 22 серпня 1882 року був призначений помічником начальника поліції в Олександрії, а 3 вересня 1882 року отримав командування кінною піхотою в Єгипті, а 1 лютого 1884 року був відряджений до єгипетської армії. Протягом цього часу він зав’язав дружбу на все життя з Гербертом Кітченером, який був на той час майором. Він неодноразово зустрічався з Гордоном, але його хворе коліно не дозволяло йому взяти участь у експедиції з надання допомоги Хартуму. Він служив у експедиції Суакіна. 30 грудня 1885 року він був свідком битви при Геннісі, де британська армія востаннє билася в червоних мундирах. Наступного дня (31 грудня 1885) він отримав своє перше самостійне командування, 150 чоловік (суміш гусар, кінної піхоти та єгиптян) з п'ятдесятьма піхотинцями в резерві. Його завдання полягало в тому, щоб захопити дев'ять арабських річкових транспортних суден (нуггарів), для досягнення яких він повинен був перевищити свій наказ, вийшовши за село Сурда, здійснивши 60-мильну подорож верхи за 24 години. За це він був нагороджений Орденом за видатні заслуги у 1886 році.
Потім Сміт-Дорріен залишив командування, щоб вступити до Штабного коледжу у Камберлі (1887–89).
Він був призначений до Індії і отримав звання майора 1 травня 1892 року. Він став заступником помічника генерал-ад'ютанта, Бенгалії, 1 квітня 1893 року, а потім помічником генерал-ад'ютанта, Бенгалії, 27 жовтня 1894 року. Горацій повернувся до свого полку, де командував військами під час Тірахської кампанії 1897 - 1898 років.
У 1898 році він повернувся до Єгипту. 20 травня 1898 року він отримав звання бревет-підполковника та призначений командиром 13-го суданського батальйону (16 липня 1898 року). Він воював у битві під Омдурманом (2 вересня 1898), де його піхота обстріляла Девішес з укріплених позицій. Він командував британськими військами під час інциденту у Фашоді. 16 листопада 1898 року він отримав звання бревет-полковника, командувача Шервудських лісівників і постійне звання підполковника (1 січня 1899 року).

### Південна Африка
31 жовтня 1899 року він вирушив до Південної Африки на Другу англо-бурську війну, прибувши до Дурбану 13 грудня 1899 року, в середині «Чорного тижня». 2 лютого 1900 року лорд Робертс призначив його командиром 19-ї бригади, а 11 лютого він отримав звання генерал-майора, що зробило його одним із наймолодших генералів тогочасної британської армії. Пізніше він командував дивізією в Південній Африці.
Він прикривав вогонь французької кавалерійської дивізії в Кліпсдріфті та відіграв важливу роль у битві при Паардеберзі (18–27 лютого 1900 року), куди його викликав лорд Робертс і запитав його думку в присутності лорда Кітченера, Френч і Генрі Колвіла. Він виступав за використання підривної та вогневої підтримки, а не атакувати закріпленого ворога з відкритої місцевості. Кітченер пішов за ним до свого коня, щоб заперечити йому, що він буде «створеною людиною», якщо атакуватиме так, як цього бажає Кітченер, на що той відповів, що висловив свою точку зору і нападе лише за наказу. Через тиждень він забрав «лаагер» після обережного нападу.
Під час бою при Саннас-Пості (31 березня 1900) Сміт-Дорріен проігнорував невдалий наказ Колвіла залишити поранених майже без захисту та зумів упорядковано відступити без подальших втрат. Брав участь у битві при Леліфонтейні (7 листопада 1900). 6 лютого 1901 року війська Сміта-Дорріена зазнали нападу в битві при Кріссмере.
Якості Сміта-Дорріена як полководця означали, що він був одним із небагатьох британських командувачів, який підвищив свою репутацію під час цієї війни. Сміт-Дорріен був згаданий тричі в депешах в «Лондонській газеті» (включно з лордом Кітченером від 23 червня 1902 р.), і Ян Гамільтон пізніше високо оцінив його виступ і його розуміння морального духу, тоді як Робертс також високо оцінив його виступ у Південній Африці. Він був на вершині списку (21 вересня 1901) вісімнадцяти успішних командувачів колонами або групами колон, включаючи Гейґа та Алленбі, яких Френч віддав лорду Робертсу.

### Індія

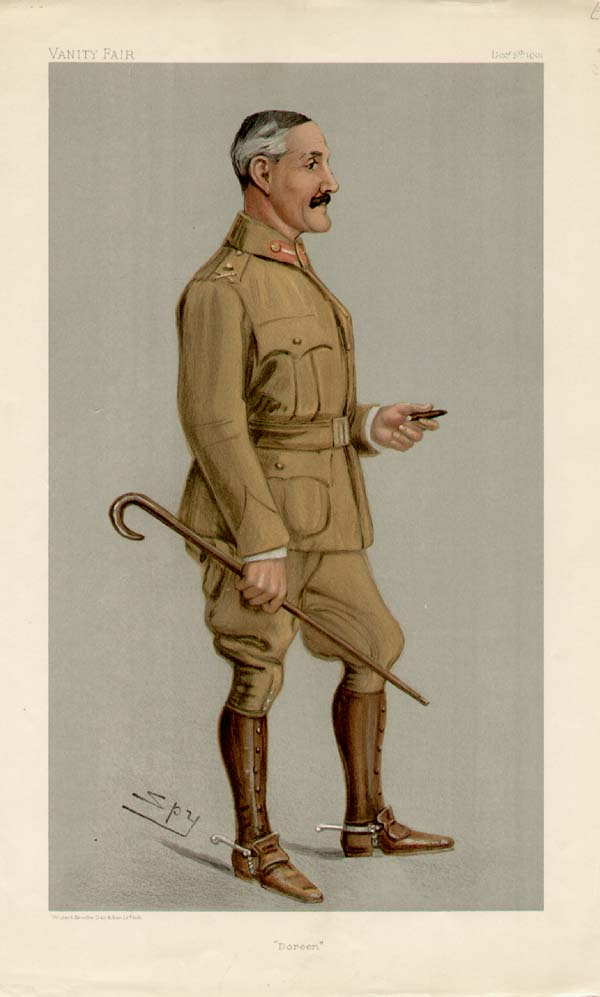
Сміт-Дорріен намальований Леслі Уордом для Vanity Fair, 1901

22 квітня 1901 року Горацій Сміт-Дорріен отримав наказ повернутися до Індії, ставши генерал-ад’ютантом Індії (6 листопада 1901) під проводом Кітченера (який повернувся до Індії після закінчення Другої англо-бурської війни наприкінці 1902 року). Він був призначений командиром 4-ї (Кветтської) дивізії в Белуджистані і займав цю посаду з 30 червня 1903 року, по 1907 рік. Він був підвищений до лицаря-командора Ордену Лазні (KCB) у 1904 році та підвищений до генерал-лейтенанта 9 квітня 1906 року. Він представив штабну поїздку, яку Джон Террейн помилково приписав Гейґу. Він також допоміг заснувати Кветтакський штабний коледж у 1907 році.
Сміт-Дорріен залишався нейтральним у суперечці між Кітченером (головнокомандуючий Індією) та віце-королем лордом Керзоном. Попередник Кітченера, сер Артур Пауер Палмер, був дядьком його дружини.

### Олдершот

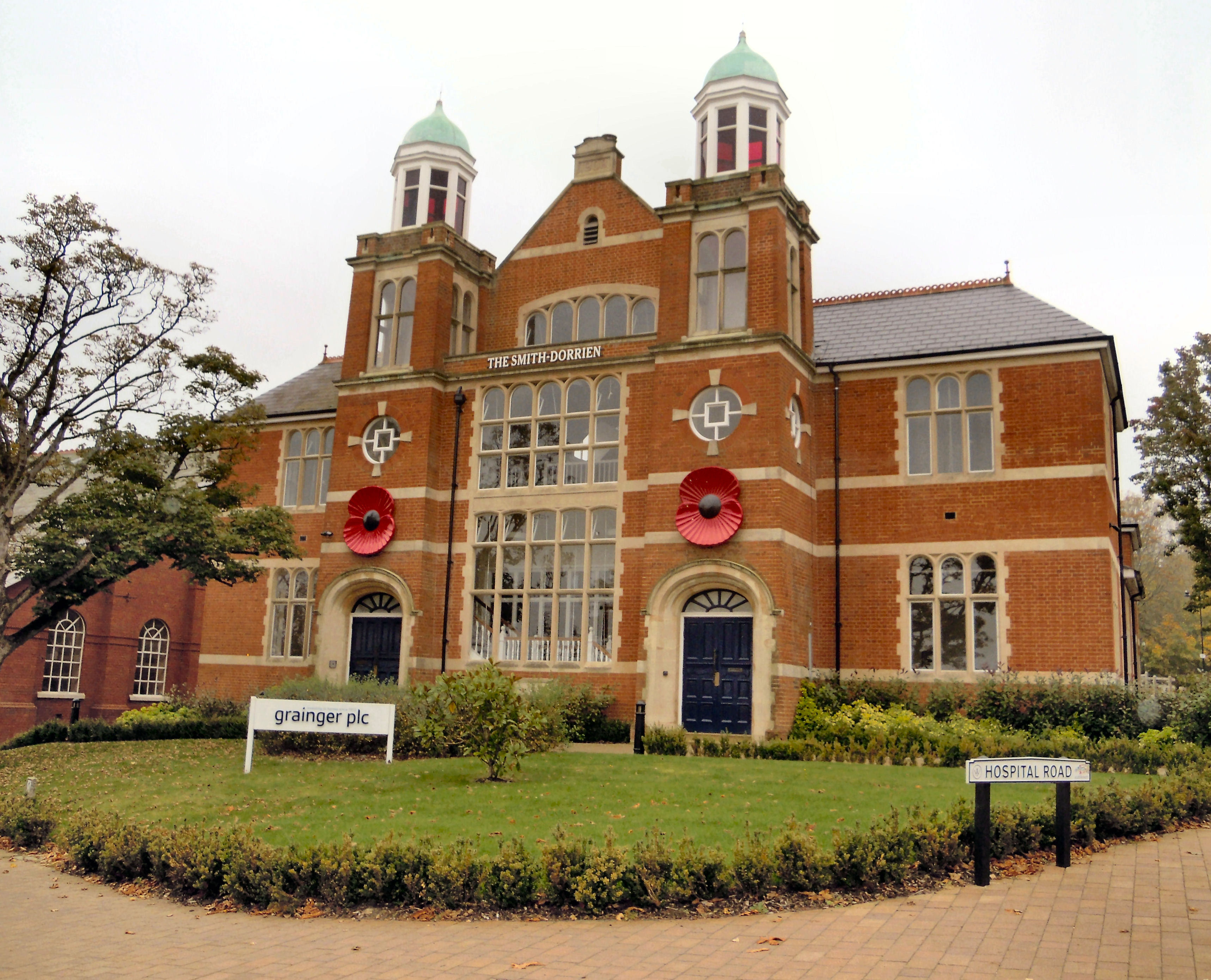
Будинок Сміта-Дорріена в Олдершот був названий на його честь

Сміт-Дорріен повернувся до Англії і 1 грудня 1907 року став командиром команди Олдершот. На відміну від багатьох старших генералів тієї епохи, Сміт-Дорріен міг легко розмовляти з військами і полкові офіцери його дуже захоплювали. Під час передвоєнної підготовки він хотів «індивідуальної ініціативи та інтелекту» у британських солдатів. Пізніше він написав: «ніхто ніколи не міг стати сучасним солдатом у доісторичній війні проти дервішів».
Сміт-Дорріен покращив частоту та методи навчання влучній стрільбі всіх солдатів (включно з кавалерією та стрільбі по рухомих мішенях). У цей період вищі чини армії були розділені у поглядах на найкраще використання кавалерії. Сміт-Дорріен разом із лордом Робертсом, сером Яном Гамільтоном та іншими сумнівалися, що кавалерія може часто використовуватися як «кавалерія», тобто, що їх усе ще слід навчати атакувати з мечем і списом, замість того, щоб думати, що вони будуть частіше розгортатися як кінна піхота, тобто використовувати коней для пересування, але спішуватися для бою. З цією метою він вжив заходів для вдосконалення влучної стрільби кавалерії. Це не викликало до нього симпатії у фракції «arme blanche» («прихильників кавалерії»), до якої входили Френч і Дуглас Гейґ і погляди якої переважали після відставки лорда Робертса.
В Олдершоті Сміт-Дорріен запровадив низку реформ, спрямованих на покращення життя звичайного солдата. Він відмовився від практики розвішування пікетів для обшуку п’яних солдатів біля бази, більш ніж удвічі збільшив кількість доступних для чоловіків ігрових полів, вирубав дерева та побудував нові та кращі казарми. Його реформи заслужили багато похвал, але його попередник, сер Джон Френч, з яким він все ще підтримував відносно дружні стосунки наприкінці південноафриканської війни, сприйняв як приховану критику. Ейлмер Холдейн записав, що під час маневрів 1909 року Френч був «несправедливим» у підсумках за Артура Педжета проти Сміта-Дорріена. 21 серпня 1909 року він читав лекції всім своїм кавалерійським офіцерам — у 16-му уланському полку — про важливість удосконалення стрільби їхніх людей. До 1910 року ворожнеча між Френчом і Сміт-Дорріеном була загальновідомою для всієї армії. Сміт-Дорріен заперечував проти завеликим захопленням Френчем жінками, факт, який Річард Холмс частково пояснює тим, що Сміт-Дорріен був щасливим у шлюбі з молодою та гарною дружиною, а племінник Френча пізніше стверджував, що почув «люту розмову» між ними, у якій Сміт- Дорріен заявив: «Надто багато повій навколо вашого штабу, фельдмаршале».
Він також намагався змусити армію замінити старий кулемет Максима на новий кулемет Віккерса, який важив менше ніж вдвічі та мав кращу систему водяного охолодження, але Військове відомство не схвалило витрати.
У 1911 році він став ад'ютантом короля Георга V. Сміт-Дорріен був на Королівському полюванні в районі Чітван (Непал); 19 грудня 1911 року Сміт-Дорріен убив носорога, а наступного дня застрелив ведмедя.

### Південне командування
1 березня 1912 року він був призначений головним командуючим офіцером (GOC) Південного командування (Дуглас Гейг змінив його на посаді головного командуючого офіцерома Олдершот. У Південному командуванні він мав юрисдикцію над дванадцятьма округами та багатьма полковими складами. Він мав досвід роботи з територіальними частинами (які складали б більшу частину ІІ корпусу в 1914 році) вперше та ініціював тренування з відходу вогню та руху, що також виявилося корисним у Ле-Като.
Його підвищили до повного генерала (10 серпня 1912) і підвищили до Лицаря Великого хреста ордена Бані (GCB) у 1913 році.
Хоча Сміт-Дорріен був абсолютно ввічливим і, за стандартами того часу, доброзичливим до своїх військ, він був сумно відомий лютими спалахами поганого характеру, які могли тривати годинами, перш ніж його рівновагу було відновлено. Було припущення, що біль від травми коліна була однією з причин його поганого характеру. Подейкували, що норовливість Сміта-Дорріена викликана якоюсь серйозною хворобою. Ешер (королівський придворний, який мав великий вплив на військові призначення) обідав зі Смітом-Дорріеном (28 січня 1908), щоб перевірити, чи справді він «змінився та ослаб». лорд Крю (лист до Сілі 5 вересня 1913 р.) відмовив йому на посаді Головнокомандувач Індії через його погану вдачу (Смітерс, ймовірно, помилково, звинувачує ворожнечу Френча в тому, що він відмовив Сміту-Дорріену в підвищенні).
На відміну від Френча, він був достатньо політично проникливим, щоб не потрапити в інцидент з Керрагом 1914 року. На відміну від ряду британських генералів того часу, Сміт-Дорріен не був політичним інтриганом.

### Початок Першої світової війни
У 1914 році відбувся щорічний збір державних шкіл Офіцерського тренувального корпусу проводився в Тідворт-Пеннінгсі, поблизу Солсберійської рівнини. Лорд Кітченер мав перевірити кадетів, але неминучість війни заставила його змінити плани і замість нього відправили Сміта-Дорріена. Він здивував дві-три тисячі кадетів, заявивши (за словами Дональда Крістофера Сміта, бермудського курсанта, який був присутній), «що війни слід уникати майже будь-якою ціною, що війна нічого не вирішить, що вся Європа та інші будуть зруйновані, а втрати людей будуть такими великими, що цілі населення будуть знищені. Через своє невігластво я та багато хто з нас відчували майже сором за британського генерала, який висловлював такі гнітючі та непатріотичні почуття, але протягом наступних чотирьох років ті з нас, хто пережив голокост – мабуть, не більше однієї чверті з нас – дізналися, наскільки правильним був прогноз генерала та якою мужністю він був вимовити це.»
З початком Першої світової війни йому було доручено командувати місцевою Армією оборони, частиною місцевих Центральних сил оборони  Яна Гамільтона. Однак після раптової смерті сера Джеймса Ґрірсона його призначили командувати II-м армійським корпусом Британського експедиційного корпуса, лордом Кітченером, новим Державним міністром з питань війни. Командувач Корпусу, фельдмаршал сер Джон Френч бажав призначення сера Герберта Пламера, але Кітченер обрав саме Сміта-Дорріена, оскільки знав, що той може протистояти Френчу, усвідомлюючи, що Френч його не любить. Кітченер зізнався Сміту-Дорріену, що мав сумніви щодо його призначення, але всеж відкинув їх.
Сміт-Дорріен прибув до Ставки (20 серпня) і офіційно попросив у Френча дозволу вести спеціальний щоденник, щоб приватно звітувати королю, як просив Його Величність. Френч навряд чи могли відмовити, але це ще більше погіршило стосунки між ними. Пізніше Сміт-Дорріен стверджував у своїх мемуарах, що Френч прийняв його «приємно», але в його щоденнику того часу просто по суті записано, що він «під'їхав до Ле-Като і побачив командувача», який може бути підозріло коротким на відміну від зазвичай детального опису інших подій у щоденнику. Також були особисті суперечки між Джорджем Форестьєр-Вокером і Джоном Гофом, начальниками штабів ІІ-го та І-го корпусів відповідно.

### Монс(23 серпня 1914)
Френч все ще вважав (22 серпня), що проти БЕК стоять лише легкі німецькі частини, але почувши розвідувальні дані, що німецькі сили були сильнішими, ніж вважалося і що БЕК просунувся далеко попереду 5-ї французької армії Шарля Ланрезака праворуч, сер Джон скасував заплановане подальше просування. Він сказав Ланрезаку, що буде займати свою поточну посаду ще 24 години.
Описи Френча та Сміта-Дорріена розходяться щодо конференції о 5:30 ранку 23 серпня. Розповідь Френча у його мемуарах «1914» стверджувала, що він став сумніватися щодо просування до Бельгії і попереджав своїх офіцерів бути готовими до атаки або відступу. Це значною мірою узгоджується з тогочасним щоденником Френча, в якому він писав, що попереджав Сміта-Дорріена, що позиція Монса може бути неспроможною. Коли «1914» було опубліковано, Сміт-Дорріен стверджував, що Френч був «у відмінній формі» на зустрічі і все ще планував просування. Однак у своїх власних мемуарах Сміт-Дорріен визнав, що Френч говорив або про атаку, або про відступ, хоча він стверджував, що саме він попередив, що позиція Монса є неспроможною. Джеймс Едвард Едмондс в «Офіційній історії» погодився, що французи, ймовірно, були готові або атакувати, або відступити. Едмондс, який не був очевидем – пізніше стверджував у своїх мемуарах, що Френч наказав Сміту-Дорріену «дати бій» на лінії каналу Конде і що коли Сміт-Дорріен запитав, чи повинен він атакувати, чи захищатися, йому просто сказали, після того як Френч сказав прошепотів із Мюрреєм: «Не задавай питань, роби те, що тобі кажуть».
II-й корпус Сміта-Дорріена прийняв на себе основний тягар сильного нападу німецьких військ при Монсі, коли німці під командуванням фон Клюка намагалися здійснити фланговий маневр. Джордж Форестьєр-Вокер, начальник штабу ІІ-го корпусу, через поганий характер Сміта-Дорріена був змушений спробувати піти у відставку під час битви при Монсі, але про це повідомив начальник штабу БЕК Арчибальд Мюррей "не будь ослом". Під час бою при Монсі у машину Сміт-Дорріена мало не влучив німецький снаряд.

### Події у Ле-Като (24–25 серпня)
Французи наказали про загальний відступ, під час якого I-й корпус (під командуванням генерал-лейтенанта Дугласа Гейґа) і II-й корпус розділилися. II-й корпус йшов старою римською дорогою на захід від лісу Мормаль, а I-q корпус йшов на схід того густого лісу. Френч погодився на відступ Гейґа на схід від Лісу (Щоденник Гейґа, 24 серпня) без, очевидно, початкові знання Сміта-Дорріена. Жозеф Жоффр мав намір, щоб обидва корпуси БЕК пройшли на захід від лісу. Сміт-Дорріен був у штаб-квартирі в Баваї о 18:00 24 серпня – він запитував накази у сера Джона, але йому сказали робити, як йому заманеться і що Гейґ розпочне роботу о 05:00 наступного ранку. Пізніше Сміт-Дорріен записав, що він «заперечив» серу Джону, що хоче почати відступ невдовзі після півночі та мати ар’єргард до 05:00, щоб зменшити ризик їхнього тиску з боку німців і що сер Джон «погодився», але що Гейг все ще може рухатися на схід від лісу, як він збирався. Сміт-Дорріен записав, що він «благав» Арчібальда Мюррея видати наказ про рух обох корпусів на захід від Лісу. Біограф Сміта-Дорріена Е. Дж. Смітерс вважає більш імовірним те, що він «знущав» Мюррея, щоб він видав наказ і дуже критикує сера Джона за те, що він не зміг «впоратися» з ситуацією. Накази були остаточно видані у 2015 році, а пізніше опубліковані як Додаток XIII відповідного тому Офіційної історії. До публікації «Офіційної історії» сер Джон фальшиво стверджував у своїх недостовірних мемуарах («1914»), що він уже видав накази о 15:00.
Мюррей зазначив у своєму щоденнику (25 серпня), що штаб повернувся з Ле-Като до Сен-Квентіна, і що І-й корпус вів інтенсивну атаку вночі (у Ландресі), не згадуючи про ситуацію з ІІ-м корпусом. Оскільки німецький план полягав у тому, щоб охопити БЕК із заходу, більша частина їхнього тиску припала на II-й корпус, який уже зазнав більших втрат (2000) під час відходу з боями 24–25 серпня, ніж під Монсом попередній день (1600). Пізніше Сміт-Дорріен зауважив, що сер Джон не пояснив у своїх мемуарах, як утворився восьмимильний розрив між двома британськими корпусами, що якби саме він, а не Гейґ проігнорував накази сера Джона критикували його за це, і що якби наказ було виконано, обидва корпуси БЕК були б зосереджені в Ле-Като до ночі з 25 на 26 серпня під особистим командуванням сера Джона.

### Ле-Като (26 серпня)
Френч мав тривалу розмову з Мюрреєм і Генрі Г'юзом Вілсоном (25 серпня) щодо того, чи варто БЕК стояти і битися в Ле-Като, позиції, яка була обрана для «обох» I-го і II-го корпусів утримувати після того, як вони відступили по обидва боки лісу Мормал. Німецькі війська турбували II-й корпус, коли він відступав на захід від лісу, сер Джон хотів відступити, як було домовлено з Жоффром, і сподівався, що БЕК зможе взагалі вийти з бою та перебудуватися за річку Уазу. Вілсон наступного дня віддав наказ Сміту-Дорріену відступити з Ле-Като.
Увечері 25 серпня 1914 року Сміт-Дорріен не зміг знайти 4-ту дивізію та кавалерійську дивізію. Алленбі, командир 1-ї кавалерійської дивізії, дістався до нього о 2 годині ночі 26 серпня 1914 року та повідомив, що його коні та люди «досить добре зіграли» і якщо вони не відступлять під покровом темряви, у них не буде іншого вибору, окрім як битися вранці. Алленбі погодився діяти за наказом Сміта-Дорріена. Х’юберт Гамільтон, командир 3-ї дивізії також повідомив, що його люди не зможуть підступити до 9 ранку, що також не залишало іншого вибору, окрім як битися, щоб не ізолювати сили і бути розгромленими німцями. Французький кавалерійський корпус під командуванням Сорде, а особливо його артилерія, також брала участь на західному фланзі.
Френча розбудили о 2 годині ночі 26 серпня 1914 року новинами про те, що I-й корпус Гейг а атакують у Ландресі і наказав Сміту-Дорріену (3:50 ранку) допомогти йому. Сміт-Дорріен відповів, що він «не в змозі зрушити з місця людей». Це роздратувало Френча, оскільки Гейг (який уже мав серйозні сумніви щодо компетентності Френча) був його протеже.
Сміт-Дорріен нарешті зміг знайти Томаса Сноу, командира новоприбулої 4-ї дивізії, о 5:00 (його бригади збирались на своїх позиціях між 3:30 ранку та 5:30 ранку). Він не підпорядковувався наказам Сміта-Дорріена, але погодився допомогти ІІ-му корпусу. Потім Сміт-Дорріен скасував свій наказ про відступ і вирішив стояти і битися в біля Ле-Като. Він все ще сподівався на допомогу з боку I-го корпусу (Гейг), який не досяг запланованої позиції на схід від Ле-Като. Ця новина надійшла до Френча в о 5:00 ранку – знову прокинувшись від сну та наполягаючи на тому, щоб виснаженого Мюррея не будили, він телеграфував у відповідь, що все ще хоче, щоб Сміт-Дорріен «доклав усіх зусиль» відступити, але він мав «вільні руки щодо методу», що Сміт-Дорріен сприйняв як надання йому дозволу виступити. Прокинувшись належним чином, Френч наказав Вілсону зателефонувати Сміту-Дорріену та наказати йому якомога швидше припинити роботу. Вілсон завершив розмову – за його власною інформацією – словами: «Успіхів вам. Ваш перший веселий голос, який я почув за три дні». Сміт-Дорріен, мав трохи інші спогади які полягали в тому, що Вілсон попередив його, що він ризикує ще одним Седаном.
Александр фон Клюк вважав, що він протистоїть усім БЕК (нараховував, як він вважав, шість дивізій) і сподівався охопити його з обох флангів до знищення, але відсутність координації між німецькими атакуючими силами завадила цьому честолюбство.

### Після Ле-Като
Рішення Сміта-Дорріена вистояти і битися розлютило Френча, який звинуватили його в тому, що він ставить під загрозу весь Британський експедиційний корпус. Френч і його штаб вважали, що II-й корпус був знищений у Ле-Като, хоча його підрозділи знову з'явилися і знову зібралися після відступу. Гейг, незважаючи на те, що вважав Френча некомпетентним, написав у своєму щоденнику (4 вересня 1914 р.) про «необдумане рішення» Сміта-Дорріена, який вирішив стояти і битися в Ле-Като. Пізніше (у 1933 році) Мюррей назвав Сміта-Дорріена «прямим почесним джентльменом, дуже милим, добрим і щедрим», але вважав, що він «вчинив неправильно, бо воював інакше, ніж сильним ар’єргард». Однак історик Джон Террейн високо оцінив рішення Сміта-Дорріена, стверджуючи, що, незважаючи на значні втрати ІІ-го корпусу під час бою, це суттєво уповільнило німецьке просування.
26 серпня 1914 року Френч повернувся до Нуайона, а потім і наступного дня офіцери зв’язку, які були при ньому, передали Жоффру розповідь про те, як розбиті британські війська відступили від Ле-Като, зазнавши поразки. Насправді штаб Сміта-Дорріена утримував формування II-го корпусу разом, хоча на нараді (відбулася о 2 годині ночі 27 серпня 1914 року, оскільки Сміт-Дорріен з великими труднощами знайшов поточне розташування штабу) Френч звинуватив його в надмірному оптимізмі.
Сміт-Дорріен (2 вересня 1914 р.) записав, що його люди були набагато здоровішими і відновилися після битви під Ле-Като. ІІ-й корпус Сміта-Дорріена очолив контратаку на наступ німців під час наступної Першої битви на Марні та Першої битви на Ені, I –й корпус Гейґа праворуч від нього затримується лісами на шляху просування.
ІІ-й корпус із великими втратами був фактично тимчасово розбитий наприкінці жовтня 1914 року для посилення І-го корпусу (Гейґ), але Сміт-Дорріен отримав командування новоствореною Британською 2-ю армією, коли її було відновлено 26 грудня 1914 року. Його твори того часу показують, що він цілком усвідомлював важливість артилерії, кулеметів і авіації, які працювали в тісній взаємодії з піхотою.
Пізніше Сміт-Дорріен записав, що генерал Френч завдавав йому «уколів шпильками» з лютого 1915 року, включно з усуненням Форестьє-Вокера з посади начальника штабу. Імовірно, це було зроблено на тій підставі, що Форестьєр-Вокер був потрібен для командування навчанням дивізії в Англії, хоча через два місяці він все ще чекав на командування. Френч сказав Гейгу, що Сміт-Дорріен був "слабким місцем" (5 лютого 1915 р.). Під час Битви при Нев-Шапель він був незадоволений (13 березня 1915) очевидним «браком рішучості» відволікаючих атак Сміта-Дорріена. Сміт-Дорріен не завжди був захищений від надмірного оптимізму, який британські офіцери мали демонструвати протягом війни: Айлмер Холдейн записав у своєму щоденнику 15 березня 1915 року, що до битви Сміт-Дорріен стверджував, що війну буде виграно в березні 1915 року. 28 березня 1915 року Френч поскаржився на нього Кітченеру (держсекретарю з питань війни).

### Друга битва при Іпрі
Під час Другої битви за Іпр британці захищали ледве стійкий виступ землі, утриманий дорогою ціною під час Першої битви за Іпр п’ять місяців тому. 22 квітня 1915 року німці вперше застосували отруйний газ на Західному фронті, і британські та французькі війська зазнали великих втрат.
27 квітня 1915 року, коли Френч контратакував на північ від виступу, це відбулося  пізніше та в меншому масштабі, ніж було обіцяно, Сміт-Дорріен рекомендував відійти на більш надійні позиції. Френч приватно погодився з цим аналізом, але був розлючений тим, що припущення надійшло від Сміта-Дорріена. Френч хотів, щоб ситуація була тихою, щоб не відволікати від майбутньої атаки 1-ї армії Гейга на хребет Оберс (один історик описує цю поведінку з боку Френча як «кретинську»). 27 квітня 1915 року Сміт-Дорріен написав довгого листа, пояснюючи ситуацію Робертсону (тодішньому начальнику Генерального штабу БЕК). У відповідь він отримав коротке телефонне повідомлення, в якому говорилося, що на думку Френча, він має достатньо військ для захисту виступу. Через кілька годин надійшов письмовий наказ, який наказував Сміту-Дорріену передати командування виступом Герберту Пламеру і позичити Пламеру, свого начальника штабу та інших штабних офіцерів, яких вимагав Пламер. (На практиці це означало, що V корпус Пламера, який уже утримував виступ, став автономною силою, підпорядкованою безпосередньо Ставці, а Сміт-Дорріен залишився лише з ІІ-м корпусом на південь від виступу). Пламер негайно попросив дозволу на відкликання, майже ідентичне запропонованому Смітом-Дорріеном. Після затримки, поки Фош проводив ще одну контратаку, Френч погодився на це.
Після того, як Френч відмов у дозволі на відступ, Сміт-Дорріен зазначив (6 травня 1915 р.), що запланована контратака була повною невдачею з більшими втратами, ніж передбачав Ставка. Пропозицію Сміта-Дорріена піти у відставку 6 травня 1915 року було проігноровано і того самого дня Френч використав «песимізм» рекомендації щодо відкликання як привід, щоб повністю звільнити його з командування 2-ю армією. Вільям «Вуллі» Робертсон повідомив йому цю новину.
Офіційний історик Бригадир Джеймс Едвард Едмондс пізніше стверджував, що Френч усунув Сміта-Дорріена, оскільки він був старшим за Гейга і стояв на шляху до того, щоб Гейг став головнокомандуючим, і що Вілсон вклав цю ідею в голову Френча, але це може бути сумнівним, оскільки їхня антипатія була дуже давно, і пізніше (грудень 1915). Френча змінив Дуглас Гейг на посаді головнокомандувача БЕК проти його волі.
Сміт-Дорріен отримав звання Лицаря Великого хреста Ордена Святого Михаїла і Святого Георгія (14 травня 1915 р.) і на короткий час був призначений командувачем 1-ї місцевої армії  (22 червня 1915 р.).

### Залишок війни
Після періоду в Британії, командуючи 1-ї місцевою армією Центральних сил, Сміт-Дорріен був призначений командувачем Східної Африки (22 листопада 1915) для боротьби з німцями в  Німецькій Східній Африці]  (сучасні Танзанія, Руанда і Бурунді), але пневмонія, яку отримав під час подорожі до Південної Африки, не дозволила йому взяти командування. Його колишній супротивник Ян Смутс взяв на себе це командування. Сміт-Дорріен не брав значної військової участі в решті війни. Він повернувся до Англії в січні 1916 року і 29 січня 1917 року був призначений лейтенантом Лондонського Тауера.
Він очолював кампанію в Лондоні за моральну чистоту, закликаючи до придушення «сугестивних або непристойних» засобів масової інформації.

### Пізні роки і смерть

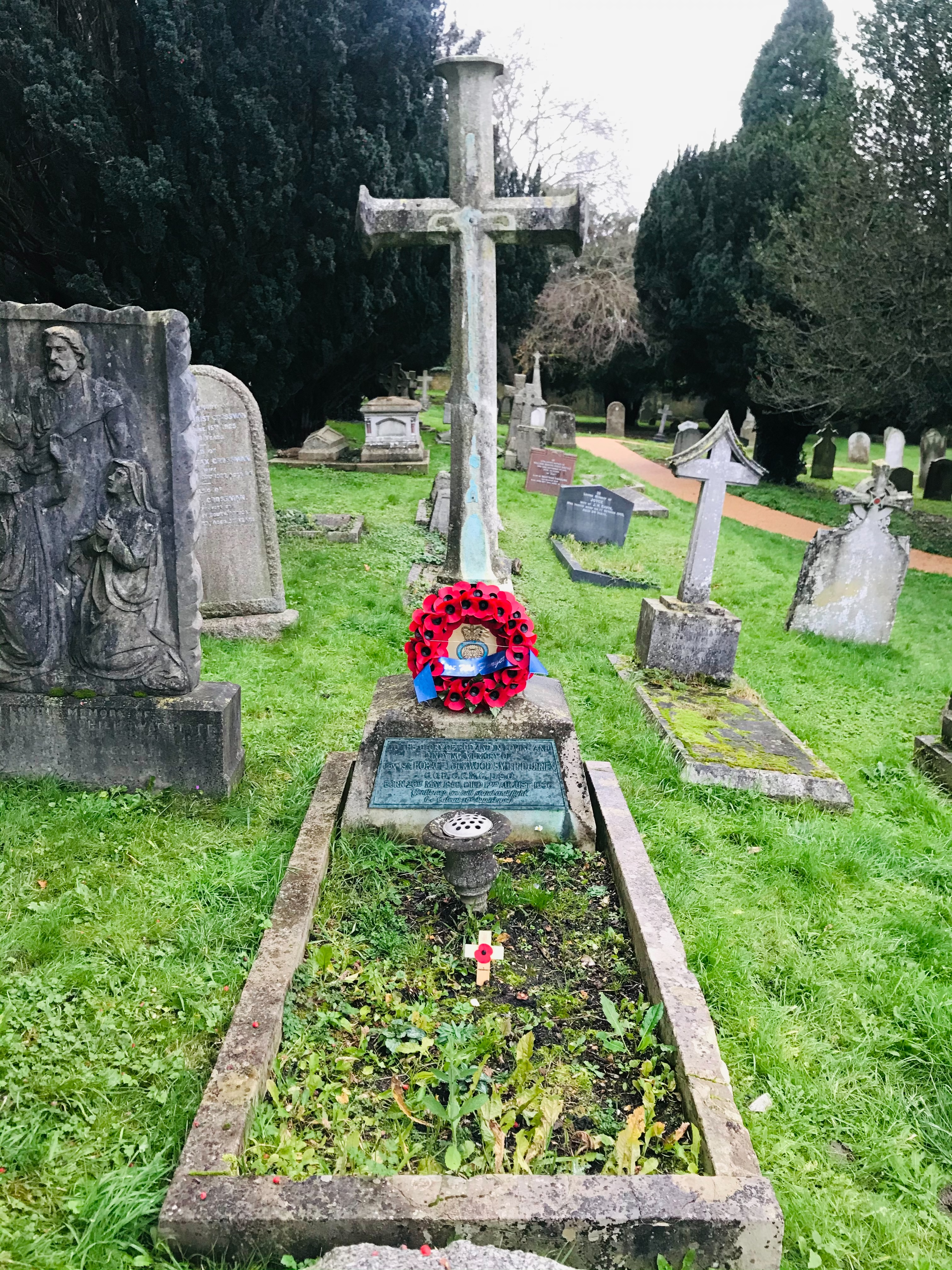
Могила Горація Сміта-Дорріена в Беркхамстеді

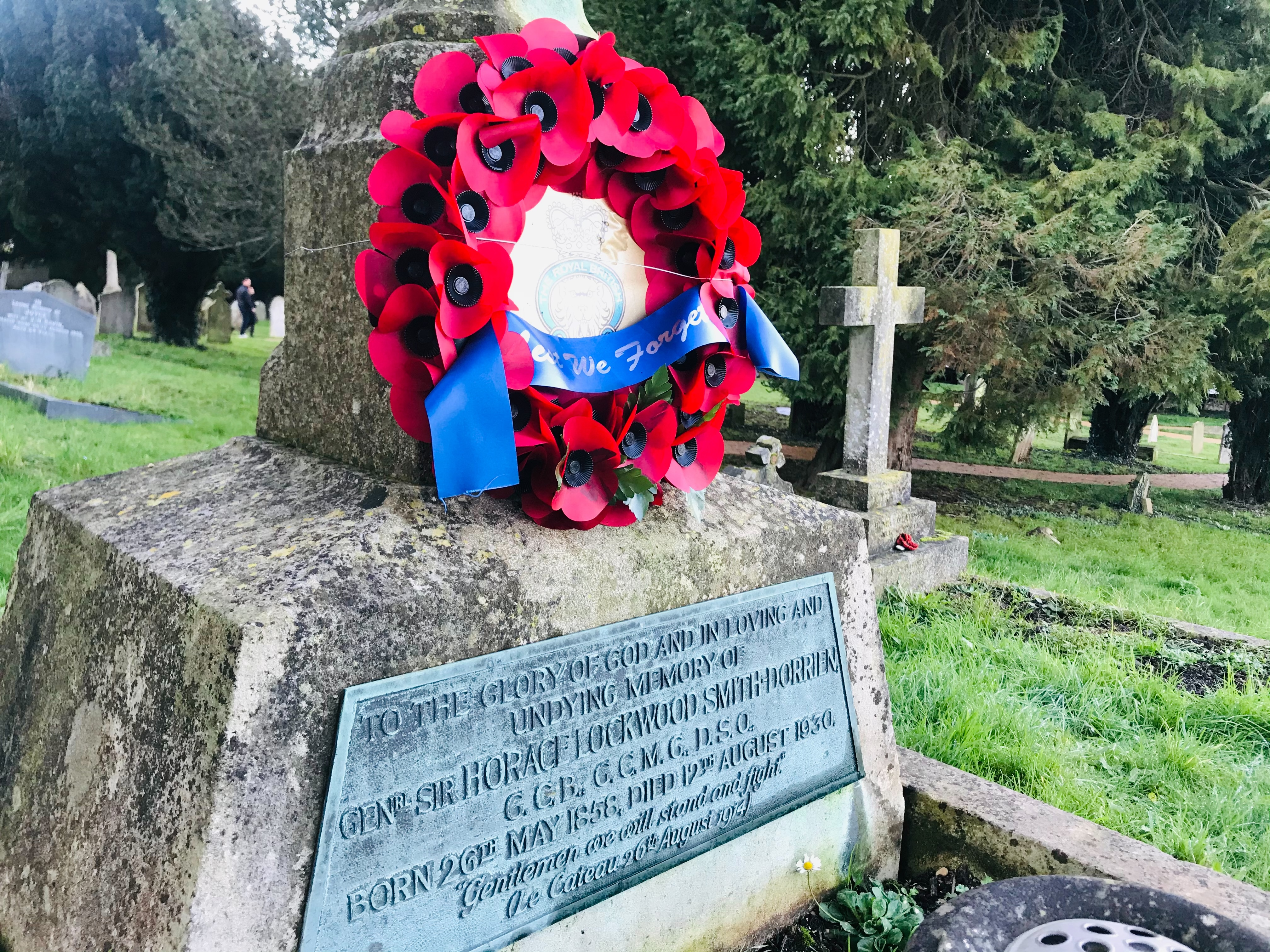
Збільшене зображення плити на могилі Сміта-Дорріена

Остання посада Сміта-Дорріена була - губернатор Гібралтару з 9 липня 1918 року до 26 травня 1923 року, де він запровадив елемент демократії та закрив деякі публічні будинки. За словами Віндхема Чайлдса, влітку 1918 року Сміт-Дорріен брав участь в об'єднанні організацій Товаришів Великої війни, Національної асоціації звільнених моряків і солдатів і Національної федерації звільнених і демобілізованих моряків і солдатів в одну організацію. Пізніше злиття відбулося в 1921 році для створення Королівського британського легіону|Британського легіону під впливом фельдмаршала Дугласа Гейґа.
Він вийшов у відставку у вересні 1923 року, жив у Португалії та  Англії. Багато часу приділяв благополуччю та пам’яті воїнів Першої світової (Великої) війни. Він працював над своїми мемуарами, які були опубліковані в 1925 році. Оскільки на момент написання статті Френч був ще живий, він усе ще відчував себе нездатним спростувати «1914». Незважаючи на ставлення до нього з боку Френча, у 1925 році він мандрував Європою, щоб виступити носієм на похоронах Френча, вчинок, який оцінив син Френча.
Він зіграв самого себе у фільмі «Битва при Монсі», який вийшов у 1926 році. У червні 1925 року він відкрив військовий меморіал на Меморіальній алеї, Уерксоп. 4 серпня 1930 року він відкрив Меморіал Позьєра.
Сміт-Дорріен помер 12 серпня 1930 року в результаті травм, отриманих в автомобільній аварії в Чіппенхемі, в Вілтширі, на той момент йому було 72 роки. Його тіло було поховано на кладовищі Ректорі Лейн в церкві Святого Петра, Беркхемстеда, у Гартфордширі. На його могилі встановлено високий кам’яний хрест, колись прикрашений бронзовим жертвенним мечем, який згодом був викрадений. Могилу відновили у 2018 році, хоча меча досі немає.
Його дружина Олівія пережила чоловіка більш ніж на двадцять років і померла 15 вересня 1951 року в районі Челсі в Лондоні.

## Мемуари Френча
Френч, частково у відповідь на критику, натхненну Смітом-Дорріеном, пізніше написав частковий і неточний звіт про початок війни у своїй книзі «1914», де нападав на Сміта-Дорріена. Сміт-Дорріен, як діючий офіцер, не отримав дозволу публічно відповісти.
Офіційна депеша Френча після Ле-Като похвалила Сміта-Дорріена за «рідкісну та незвичайну холоднокровність, безстрашність і рішучість». У своїх мемуарах - «1914», Френч писав, що це було написано до того, як він знав усі факти і що Сміт-Дорріен ризикував знищити свій корпус і втратив 14 000 чоловік і 80 гармат (фактичні втрати кожного становили приблизно половину цієї кількості). Сміт-Дорріен у приватній письмовій заяві назвав «1914» «здебільшого вигадкою, до того ж дурною».

## Родина
3 вересня 1902 року (у відпустці між посадою генерал-ад’ютанта в Індії та прийняттям командування 4-ю дивізією), він одружився з Олівією Крофтон Шнайдер (1881–1951) у соборі Святого Петра, Ітон-сквер, у Лондоні, на церемонії яку здійснив його брат преподобний Волтер Сміт-Дорріен.
Олівія була старшою дочкою полковника Джона Генрі Августа Шнайдера та його дружини Мері Елізабет (уроджена Крофтон) Шнайдер з Оук-Лі, Абатство Фернесс. Її братами були Генрі Крофтон Шнайдер і майор Сиріл Крофтон Шнайдер. Мати Олівії була зведеною сестрою генерала сера Артура Пауера Палмера, який помер у 1904 році.
У сім'ї Сміт-Дорріенів було троє синів:
- Гренфелл Горацій Джеральд Сміт-Дорріен[73](1904 р.н.) -служив в армії, досягши звання бригадира. Він був убитий артилерійським обстрілом 13 вересня 1944 року під час Італійської кампанії, коли командував 169-ю (Лондонською) піхотною бригадою. Його могила знаходиться на військовому кладовищі Градара в комуні Градара в провинції Пезаро-е-Урбіно.[74]
- Пітер Локвуд Сміт-Дорріен (born 1907) був вбитий в під час вибуху в готелі «Король Давид» (Єрусалим) 22 липня 1946 року.[75]
- Бромлі Девід Сміт-Дорріен (1911–2001)[76][77] Він приєднався до Шервудських лісівників у 1940 році.[78] Після війни він працював, щоб зберегти репутацію свого батька, створив обкладинку першого дня, присвячену битві при Ле-Като[79] та допомагав біографу свого батька А. Дж. Смітерсу. Його могила знаходиться на Кеннінгтонському кладовищі.

Горацій і Олівія Сміт-Дорріени неофіційно усиновили двох доньок Пауера Палмера (Френсіс Габріель і Селію де Курсі), які залишилися без даху над головою після смерті його другої дружини в 1912 році.
У 1918 році Олівія Сміт-Дорріен була призначена Дамою-командором Ордена Британської імперії (DBE).

## Вшанування
Встановлено наступні пам’ятні знаки:
- Пам’ятна табличка у каплиці Генріха VII Вестмінстерського абатства (1913)[80]
- У 1931 році, після його смерті, Меморіал Сміта-Дорріена було додано до Меморіалу Шервудських Лісівників у Кріч, графство Дербішир, який сам Сміт-Дорріен відкрив 6 серпня 1923 року.[64][81]

На честь Горація Сміта-Дорріена названо кілька місць і установ у всьому світі, зокрема:
- Дорріен, виноградник у Південній Австралії (1916)[82]
- Маунт Сміт-Дорріен, Альберта, Канада (1918);
- Інститут Сміта-Дорріена в Олдершот;
- Сміт-Дорріен-роуд, Лестер
- Авеню Сміта Дорріена, міст Сміта Дорріена та будинок Сміта Дорріена, Гібралтар
- Вуляця Сміта-Дорріена, Незербі, Південна Австралія
- Сміт-Дорріен Авеню, Естерхазі, Саскачеван, Канада